# Kizhil
Kizhil (arab. قزحل) – miejscowość w Syrii, w muhafazie Hims. W 2004 roku liczyła 2271 mieszkańców.